# Gary McGhee
Gary Jerome McGhee (* 28. Oktober 1988 in Anderson, Indiana) ist ein US-amerikanischer Basketballspieler. Nach dem Studium in seinem Heimatland wurde McGhee Profi in Europa. Nach einer Spielzeit in der Türkei spielte er in der Saison 2012/13 in der deutschen Basketball-Bundesliga für den BBC Bayreuth, bevor er im Dezember 2013 erneut in die Basketball-Bundesliga zu den MHP Riesen Ludwigsburg zurückkehrte.

## Karriere
McGhee ging im Jahr 2007 zum Studium an die University of Pittsburgh, wo er für die Hochschulmannschaft Panthers in der Big East Conference der National Collegiate Athletic Association (NCAA) unter anderem zusammen mit dem späteren Bundesliga-Spieler Brad Wanamaker zusammenspielte. Die Panthers konnte sich in jeder seiner Spielzeiten für die landesweite NCAA-Endrunde qualifizieren und schafften 2009 den Einzug in die Viertelfinalrunde Elite Eight, in der man als topgesetzte Mannschaft in den „Regional Finals“ knapp den Wildcats der Villanova University unterlag, bei denen mit Dwayne Anderson und Reggie Redding ebenfalls zwei spätere Bundesligaspieler aktiv waren. McGhee hatte seine Stärken bei den Panthers vor allem in der „Defense“ und rangiert unter den zehn besten „Shotblockern“ aller Zeiten der Panthers mit 114 Blocks in seiner vierjährigen Collegekarriere.
Nach Studienende wurde McGhee 2011 im NBA Draft von keinem Verein der am höchsten dotierten Profiliga NBA ausgewählt und begann eine Karriere als Profi in Europa. In der Saisonvorbereitung hatte er einen Probevertrag beim kroatischen Meister KK Zagreb, der seinen Vertrag jedoch wieder auflöste. Daraufhin wechselte McGhee zum türkischen Erstliga-Aufsteiger Kırmızı aus Bandırma, der jedoch in seiner ersten Spielzeit in der Türkiye Basketbol Ligi Lehrgeld zahlte und nach nur vier Saisonsiegen als Tabellenletzter wieder abstieg. Mit 7,8 Rebounds pro Spiel fünftbester Rebounder der türkischen Liga wechselte McGhee daraufhin in die deutsche Basketball-Bundesliga zum Erstligisten BBC Bayreuth, der die BBL-Saison 2012/13 auf dem 15. und viertletzten Platz beendete. Zur folgenden Saison wechselte McGhee nach Frankreich und schloss sich für die Spielzeit 2013/14 dem Erstligisten BCM Gravelines aus Dünkirchen in der LNB Pro A an. Dort wurde sein Vertrag jedoch im November 2013 vorzeitig nach sieben Einsätzen aufgelöst und McGhee wechselte zurück nach Deutschland, wo er sich den MHP Riesen Ludwigsburg für den Rest der Spielzeit anschloss, die BBL-Saison 2013/14 auf dem achten Platz beendeten und in der ersten Play-off-Runde um die deutsche Meisterschaft am späteren Titelgewinner FC Bayern München scheiterten.
Für die Saison 2014/2015 bekam McGhee zunächst einen Vertrag in Rumänien beim Vizemeister CSM Oradea an. Dort blieb er jedoch ohne Einsatz und wechselte Mitte November in den Kosovo zum Meister KB Sigal in die Hauptstadt Pristina, wo er seinen Namensvetter Aaron McGhee ersetzte. Einen Monat später wechselte er nach Lugo zum spanischen Zweitligisten Breogán. Die Mannschaft verlor Ende Januar 2015 den Ligapokal der LEB Oro Copa Príncipe de Asturias mit 69:78 beim Hinrundenersten Palencia Baloncesto. Auch in den Play-offs um den Aufstieg musste man sich in der Finalserie in der Maximalanzahl von fünf Spielen Club Ourense Baloncesto geschlagen geben. Für die folgende Saison wechselte McGhee nach Rhodos, wo er in Griechenland für den Verein Kolossos in der höchsten Spielklasse Basket League spielte. Die Mannschaft erreichte auf dem siebten Platz der Basket League 2015/16 die Play-offs um die Meisterschaft, in denen man in der ersten Runde Panathinaikos Athen unterlag.
Zur Basketball-Bundesliga 2016/17 kehrte McGhee nach Deutschland zurück und wurde vom Erstligisten Walter Tigers aus Tübingen unter Vertrag genommen.